# Natterholz (Daiting)
Natterholz ist ein Gemeindeteil der Gemeinde Daiting im Landkreis Donau-Ries (Regierungsbezirk Schwaben, Bayern).

## Lage
Das Kirchdorf liegt in den hügeligen Jurahöhen der Südlichen Frankenalb zwei Kilometer nördlich des Hauptortes. Es ist über die Kreisstraße DON 30 von Daiting aus sowie mehrere Gemeindeverbindungsstraße erreichbar.

## Gemeindezugehörigkeit
Natterholz war seit dem zweiten Gemeindeedikt von 1818 bis zum 30. Juni 1972 eine Gemeinde im Landkreis Donauwörth und wurde an diesem Tag im Zuge der Gebietsreform in Bayern dem Landkreis Donau-Ries, der bis zum 30. April 1973 die Bezeichnung Landkreis Nördlingen-Donauwörth trug, zugeschlagen. Am 1. Juli 1974 erfolgte die Eingliederung in die Gemeinde Daiting.

## Kirche

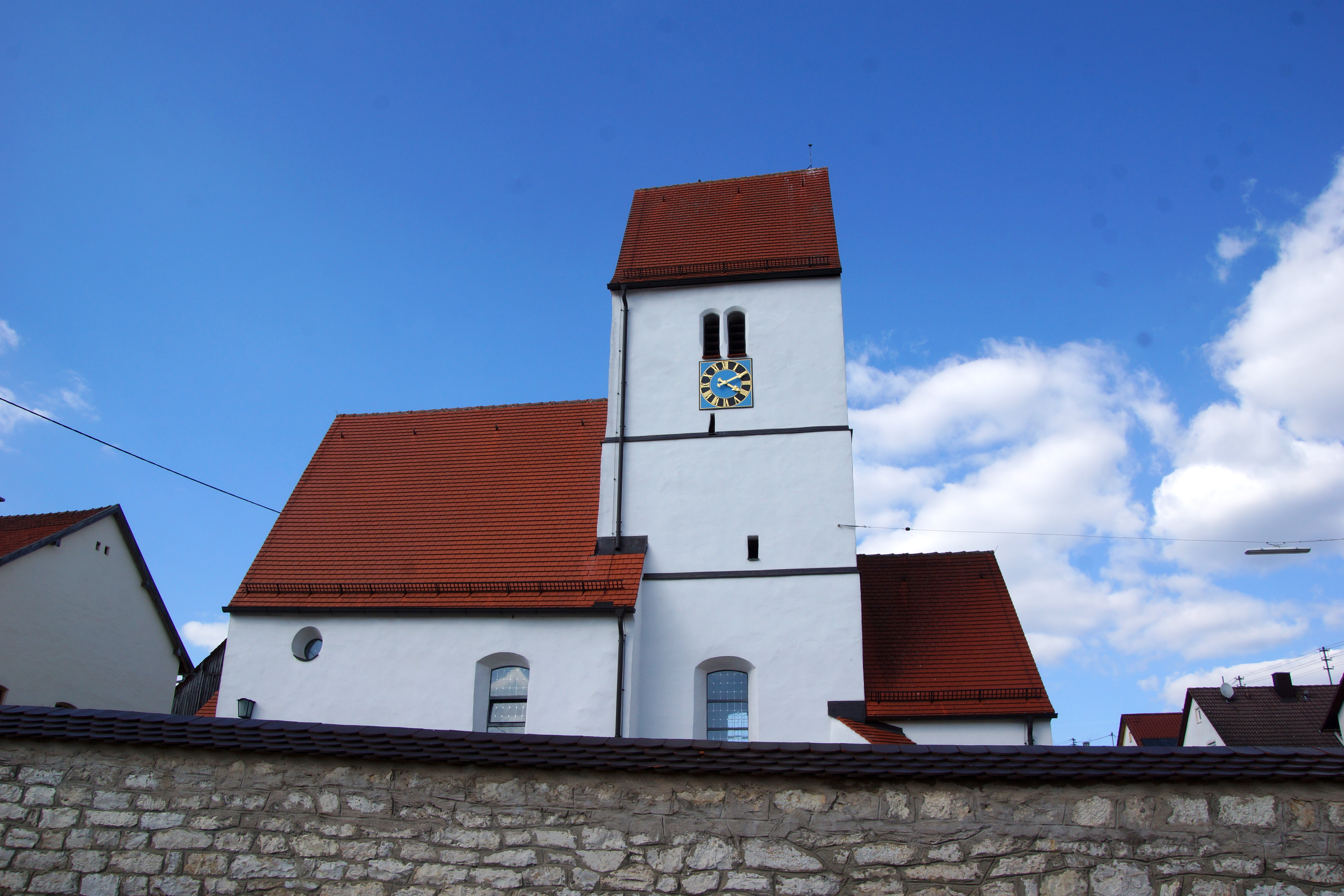
Natterholz – Filialkirche St Johannes der Täufer

Natterholz gehört zur katholischen Pfarrei Sankt Martin in Daiting in der Pfarreiengemeinschaft Marxheim/Daiting, Dekanat Donauwörth im Bistum Augsburg. Die Filialkirche „Johannes Enthauptung“ ist eine frühgotische Chorturmkirche wohl aus dem 13. Jahrhundert; sie wurde im 18. Jahrhundert barockisiert.

## Baudenkmäler
Siehe: Liste der Baudenkmäler in Natterholz